# Santa Rosa do Purus
Santa Rosa do Purus, amtlich Município de Santa Rosa do Purus, ist eine Kleinstadt in der zentralen Region des brasilianischen Bundesstaates Acre. Sie ist von dessen Landeshauptstadt Rio Branco 300 km entfernt. Die Bevölkerung wurde 2024 auf 7143 Einwohner geschätzt, die Santarosenser genannt werden. Sie ist Grenzstadt zu Peru.

## Geographie
Landschaft und Klima sind die des Amazonischen Regenwaldes. Die Fläche beträgt 6145,612 km² (2016; früher waren 5981,137 km² berechnet), was eine Bevölkerungsdichte von unter einer Person pro km² (0,8 /Ew./km²) ergibt. Zu Peru bildet es eine Grüne Grenze. Im Nordteil des urbanen Ortes der Gemeinde mündet linksseitig der Río Santa Rosa in den Rio Purus.
Hauptverkehrswege sind die Flussläufe, im weiter entfernten Manoel Urbano gibt es durch die diagonale Bundesstraße BR-364 eine Verkehrsanbindung. Auf der Fazenda Sibéria befindet sich die Flugpiste des Aeroporto de Santa Rosa do Purus (ICAO: SDOE).

## Geschichte
Der Ort war zunächst eine Anlegestelle am Rio Purus, aus der sich das Vila de Santa Rosa do Purus entwickelte. Das Gebiet gehörte zu Manoel Urbano und wurde durch Gesetz Nr. 1028 vom 28. April 1992 als selbständiges Município ausgegliedert.

## Stadtverwaltung
Das Munizip bildet einen einzigen Verwaltungsdistrikt mit Santa Rosa do Purus als Sitz. Für die Exekutive wurde bei der Kommunalwahl 2016 Francisco de Assis Fernandes da Costa (Assis Moura) von dem Partido Republicano Progressista (PRP) zum Stadtpräfekten (Bürgermeister) gewählt. Er wurde bei der Kommunalwahl 2020 durch Tamir de Sá des Movimento Democrático Brasileiro (MDB) für die Amtszeit von 2021 bis 2024 abgelöst.

## Bevölkerungsentwicklung
Quelle: IBGE (Angaben für 1996, 2007 und 2024 sind lediglich Schätzungen). 46,19 % der Bevölkerung waren 2010 Kinder und Jugendliche bis 15 Jahre.

## Wirtschaft
| Anteile am BIP     | Anteile am BIP | Anteile am BIP | Anteile am BIP | Anteile am BIP |
| ------------------ | -------------- | -------------- | -------------- | -------------- |
| Sektor             |                |                |                | Tsd. Real      |
| Landwirtschaft     | Landwirtschaft |                | 11.859         | 11.859         |
| Dienstleistung     | Dienstleistung |                | 4.661          | 4.661          |
| Industrie          | Industrie      |                | 1.465          | 1.465          |
| Quelle: IBGE, 2014 |                |                |                |                |

Der Index der menschlichen Entwicklung für Städte, abgekürzt HDI (portugiesisch: IDH-M) lag 1991 bei dem sehr niedrigen Wert von 0,167, im Jahr 2010 bei dem als niedrig eingestuften Wert von 0,517.

## Bildung
Santa Rosa do Purus hatte 1991 noch eine Analphabetenquote von 80,4 %, die sich bei der Volkszählung 2010 bereits auf 31,3 % reduziert hatte.
Das IBGE gibt 2010 den Bestand von 53 Grundschuleinrichtungen und 3 mittleren Schuleinrichtungen auf einem Gebiet von 6145 km² an.